# Bahar Kimyongür
Bahar Kimyongür, né le 28 avril 1974 à Berchem-Sainte-Agathe, est un journaliste belge issu d'une famille arabe originaire de Turquie et aux racines syriennes.
Depuis la sortie en 2011 de son livre Syriana, la conquête continue aux Éditions Investig'Action et Couleur Livres, il est régulièrement consulté par les médias internationaux sur le conflit syrien, la politique turque et le terrorisme djihadiste. Entre 2013 et 2018, il collabore avec plusieurs ONG basées à Genève dans le cadre du Conseil des droits de l'homme de l'ONU.
Opposant de longue date au gouvernement turc, il est recherché par le régime de Recep Tayyip Erdoğan, qui l'ajoute en février 2018 sur sa liste de « terroristes les plus recherchés ». Il soutient le régime de Bachar el-Assad lors de la guerre civile syrienne et relaye des théories du complot de celui-ci.

## Biographie
Né à Bruxelles en 1974, Bahar Kimyongur est issu d'une famille de la minorité arabe alaouite de Turquie, originaire d'Antakya et aux racines syriennes. Son père est né à Samandağ (province du Hatay). Il s'est établi en Belgique en 1963 pour travailler comme mineur dans les charbonnages de Houdeng à La Louvière. Sa mère était une travailleuse saisonnière des plantations de coton de la plaine de Çukurova. Bahar Kimyongür est diplômé depuis 1996 en histoire de l'art et archéologie à l'Université libre de Bruxelles (ULB).
Aux élections régionales bruxelloises de juin 1995, il figure en 4e position sur la liste du Parti du travail de Belgique, une organisation marxiste-léniniste. Aux élections régionales bruxelloises de juin 1999, il est à nouveau candidat sur cette liste, en 69e position. 
À partir de 1999, Bahar Kimyongür est propulsé à l'avant-scène médiatique à la suite des poursuites judiciaires dont il fait l'objet, étant l'un des premiers justiciables poursuivis en vertu de la législation anti-terroriste. Il a en effet été inculpé pour terrorisme après avoir traduit du turc vers le français un communiqué publié par le DHKP-C, un groupe armé classé comme terroriste par l’État turc et par l'Union européenne.
Auteur de Syriana, la conquête continue publié en 2011, il est observateur du conflit syrien, notamment pour la télévision publique belge (RTBF).

## Militantisme

### Opposant au gouvernement turc
Militant des droits de l'homme et d'une double culture turque et francophone, Bahar Kimyongür utilise régulièrement les réseaux sociaux pour médiatiser en français les dérives autoritaires du gouvernement turc, et les cas de plusieurs prisonniers politiques, notamment :
- L'homme politique turc coprésident du Parti démocratique des peuples Selahattin Demirtaş, incarcéré depuis novembre 2016
- Les enseignants Nuriye Gülmen et Semih Özakça, arrêtés dans le contexte des purges suivant la tentative de coup d'État de 2016, en grève de la faim pendant 300 jours entre 2017 et 2018[7]
- L'homme d'affaires et philanthrope Osman Kavala, incarcéré depuis octobre 2017 dans le contexte des purges suivant la tentative de coup d'État de 2016.
- Les musiciens de Grup Yorum, notamment la chanteuse Helin Bölek morte en détention le 3 avril 2020 d'une grève de la faim[8], ainsi que le guitariste İbrahim Gökçek, mort un mois plus tard dans les mêmes conditions[9].
- L'avocate turque Ebru Timtik (par qui il a notamment été défendu), incarcérée le 19 juin 2019, décédée en détention d'une grève de la faim le 27 août 2020[10],[7] ;
- Son confère Aytaç Ünsal, incarcéré en même temps[7] ;

En septembre 2020, l'écrivain Valérie Manteau publie une tribune dans laquelle elle rend hommage aux grévistes de la faim morts dans les geôles turques Helin Bölek, Ibrahim Gökçek et Ebru Timtik, et remercie Bahar Kimyongür pour son travail d’information.

### Droits humains
Lors de son adolescence, Bahar Kimyongür s'engage auprès d'Amnesty international.
Originaire de la province turque de Hatay, frontalière de la Syrie, Bahar Kimyongür, qui connaît bien la région, a apporté son aide à plusieurs familles dont les enfants étaient partis faire le djihad en Syrie pendant la guerre civile. 
Il joue un rôle actif dans la libération en 2015 d'Assia, une fillette française de trois ans que le père radicalisé avait emmené en Syrie rejoindre le Front Al-Nosra. La mère de l'enfant lui rend hommage dans son livre « Assia, Mama est là » parue en avril 2015, dans lequel elle décrit son rôle de conseil et d'intermédiaire avec les autorités, pour aller chercher sa fille dans le sud de la Turquie.
En juin 2018, il est victime d'une attaque au couteau par un pro-Erdogan, alors qu'il accompagnait Cahit Zoral, un autre activiste d'origine turque en sit-in devant le Conseil du Contentieux des Étrangers à Schaerbeek pour demander sa régularisation. Selon le Comité pour la Liberté d’Expression et d’Association (CLEA) ainsi que 141 cosignataires d'un texte publié par Le Soir, Bahar Kimyongür a dénoncé pendant des années « la situation effroyable qui règne en Turquie – la violation répétée des droits de l’Homme, la justice « aux ordres » et la répression accablant ce pays. Sans scrupule aucun, violant les libertés constitutionnelles propres à tout État civilisé, le régime d’Ankara a ainsi continûment exercé des pressions sur les autorités belges pour qu’elles obligent ce militant des droits humains à faire profil bas, à se taire, à renoncer ».
En juin 2023, il travaille comme traducteur pour le journaliste turc Can Dündar, dont il traduit le livre Lucienne et le poète ottoman narrant une romance à Bruxelles à la veille de la Première Guerre mondiale.

### Positionnement sur la guerre civile en Syrie

#### Controverse et soutien au régime Assad
De nombreux opposants au régime qualifient Bahar Kimyongür de soutenir le régime de Bachar el-Assad,. En 2016, à la suite de ses prises de positions, le magazine Marianne le qualifie également de « pro-Assad »; en 2021 il s'y défend en arguant que « ce n'est pas parce qu'on dit que les groupes anti-Assad sont coupables d'exactions que l'on défend celles du régime ni le régime lui-même ».  
Selon la journaliste indépendante Laura-Maï Gaveriaux, Bahar Kimyongür « fait montre d'une expression publique soutenue ressemblant fort à de la propagande pro-Assad, pro-chiite, etc », il a un « tropisme iranien tendance Gardiens de la révolution », et un « passé lié à un groupuscule terroriste d'extrême gauche ». Elle affirme que l'intérêt de ce « genre de profils » est « de laisser s'installer l'idée que la Turquie non seulement est liée à Daech, mais qu'elle le commandite ».
Bahar Kimyongür s'oppose à la politique turque hostile à Assad. Il déclare en 2015 sur Le Drapeau rouge, que le régime d'Assad est le « gouvernement légitime » de la Syrie, que « la Russie défend les intérêts du peuple syrien » et que l'alliance militaire entre l'armée arabe syrienne et la Russie « est la seule qui puisse sauver la Syrie ».
Pour l'association Souria Houria, « groupe de soutien à la révolution du peuple syrien », Bahar Kimyongür est un « shabbiha médiatique » faisant partie de la « collabosphère propagandiste », soutien d'Assad.
Le point de vue développé par Bahar Kimyongür dans son livre Syriana, la conquête continue est plus nuancé. Il y documente un grand nombre de crimes commis par le régime Assad, considère qu'aucune circonstance, pas même l'état de guerre civile, ne peut être considérée comme atténuante, et que chaque échelon militaire devra rendre des comptes au peuple syrien. Il y défend en outre le droit des peuples à choisir leurs dirigeants et renverser un pouvoir qui les opprime. Mais il considère toute intervention étrangère comme néfaste car confiscatoire de la volonté du peuple qui ne peut émerger que d'un dialogue intérieur.

#### Condamnation des interventions occidentales
Bahar Kimyongür est signataire d'un « appel à faire cesser l’agression contre la Syrie et à refuser la participation de la France à celle-ci ». 
Il est porte-parole du Comité contre l’ingérence en Syrie (CIS). En juin 2013, le CIS organise une manifestation devant l'ambassade d’Israël à Bruxelles pour protester contre deux bombardements israéliens sur les forces militaires du régime syrien près de Damas. À cette occasion, Bahar Kimyongür déclare qu'ils s'opposent à « l'ingérence militaire d'Israël en Syrie » mais qu'ils reprochent également « aux dirigeants européens de vouloir armer les rebelles et de contribuer ainsi à l'intensification de la guerre » en Syrie. Selon la Rtbf, la semaine précédant cette manifestation, l'Union européenne a levé son embargo, « autorisant ainsi chacun des pays membres, selon leur appréciation souveraine » à fournir les rebelles syriens en armes. En 2013, selon Le Vif, il est opposé à la « politique d'hostilité » de la Turquie « à l'égard de la Syrie de Bachar al-Assad » et il a manifesté contre la « mansuétude » d'Ankara à l'égard des Belges partis combattre en Syrie.

#### Condamnation des interventions turques en 2018
En février 2018, Bahar Kimyongür condamne l'intervention militaire turque dans le nord de la Syrie dirigée contre les milices kurdes, et l'entente de Washington et Ankara au détriment des kurdes en pointe dans la lutte contre l'État islamique.  

#### Relais de théories du complot
Bahar Kimyongür est collaborateur au site de réinformation de Michel Collon, Investig’Action, qui préface et co-édite l’un de ses livres sur la Syrie. Selon Politis, Investig'Action et InfoSyrie.com, « déversent en continu un discours de soutien au régime de Bachar el-Assad » et reprennent les théories du complot du régime. 
Politis reproche en particulier à Bahar Kimyongür de mettre dos à dos le régime et l'opposition dans l'emploi de la violence à Deraa en 2011 en mettant en doute l'origine démocratique et pacifique du soulèvement, d'oublier les aspirations démocratiques du peuple syrien, de ne pas évoquer la nature du régime, d'occulter toute la masse de la population syrienne, et d'affirmer que, pour se rendre compte de la « réalité », « il suffirait de regarder la télévision gouvernementale syrienne ».
Selon Conspiracy Watch, après les bombardements de Barzé et de Him Shinshar en 2018, commis en représailles de l'attaque chimique de Douma, il abreuve les réseaux sociaux de documents censés prouver que les frappes occidentales en Syrie n’auraient pas ciblé des sites liés aux armes chimiques illégales détenues par le régime syrien. Conspiracy Watch affirme qu'un tweet de Bahar Kimyongür déforme les propos d'un reportage de CBS News et détourne les conclusions d'un rapport de l'OIAC. Par ailleurs, depuis plusieurs années, Bahar Kimyongür promeut la thèse selon laquelle la Syrie et son dirigeant Bachar el-Assad sont victimes d’un complot international.

## Procès

### Arrestation et jugement
En 2006, le régime d'Ankara dont Bahar Kimyongür est opposant, lance un mandat d'arrêt international à son encontre pour avoir interpellé en 2000 le ministre turc des Affaires étrangères, alors en audition au Parlement européen, sur une grève de la faim dans les prisons turques qui fera 119 morts.  
En 2006, Bahar Kimyongür est arrêté aux Pays-Bas, accusé d'appartenir au groupe marxiste turc « DHKP-C » (ce qu'il nie), après qu'il a traduit un communiqué de l'organisation classée comme terroriste. Cette traduction lui vaut d'être condamné en première instance en février 2006 à Bruges et en appel en novembre 2006 à Gand, puis d'être acquitté en appel en 2007 à Anvers et en 2009 à Bruxelles à la suite des arrêts de cassation anéantissant les jugements précédents,. Lors de son troisième procès en appel, où il est acquitté, les juges refusent de qualifier le DHKP-C de groupe terroriste et organisation criminelle. 
Il est de nouveau arrêté en Espagne (18 juin 2013) et en Italie (21 novembre 2013) (à la demande des autorités turques), puis, face à la vacuité de son dossier pénal, Interpol décide le 21 février 2014 de radier le nom de Bahar Kimyongür de son fichier. Acquitté par les justices belge, néerlandaise, espagnole et italienne, il reste cependant recherché par la Turquie.   

### Recherche par les autorités turques
En février 2018, Bahar Kimyongür est ajouté par le régime de Recep Tayyip Erdogan sur sa liste de « terroristes les plus recherchés ». Une récompense d'un million de livres turques est promise pour sa capture. Il réagit en portant plainte pour menaces contre le gouvernement turc. En février 2020 le gouvernement turc double la prime promise pour sa capture et le porte à deux millions de livres. 

### Soutiens en Belgique et à l'international
Bahar Kimyongür a reçu le soutien  d'Amnesty International et de la Ligue des droits humains, de la Fédération internationale des ligues des droits de l'homme, du Secours rouge ou encore de Noam Chomsky. Il est également soutenu par plusieurs députés et sénateurs belges comme Josy Dubié, militant écologiste et ancien grand-reporter à la RTBF, et Marie Arena, membre du Parti socialiste, ainsi que par le Premier ministre belge, Charles Michel.
Le 30 mars 2021, à la suite de menaces de morts reçues par Bahar Kimyongür de la part d'un proche du ministre de l'Intérieur turc Süleyman Soylu, une lettre signée par une quarantaine de députés européens est adressée à Charles Michel, devenu président du Conseil européen en décembre 2019, et Ursula von der Leyen, présidente de la Commission européenne, pour dénoncer cette traque du gouvernement envers ses opposants en Europe.

### Ouvrages
- Turquie, terre de diaspora et d'exil. Histoire des migrations politiques de Turquie, Éditions Couleur livres, 2008,  (ISBN 978-2-87003-509-2)
- (traduction), Le Livre noir de la « démocratie » militariste en Turquie, Info-Türk, 2010,  (ISBN 978-2-9601014-0-9)
- Syriana. La conquête continue, Éditions Couleur livres (Coédition Investig'Action), 2011,  (ISBN 978-2-87003-590-0)
- (Postface) Assia Mama est là, Meriam Rhaiem, Édition Michel Lafon, 2015,  (ISBN 2749925584)
- Fehriye Erdal, tête de Turque, Now Future Éditions, 2018
- Percligia, Dissidence théologique et révolte sociale dans l'empire ottoman du XVe siècle, Éditions Les Indes savantes, Paris, 2021   (ISBN 978-2-84654-573-0)
- Bahar Kimyongür, La nécropole des gens heureux : Souvenir d'Antioche, Poussière de Lune, 2025

### Traductions du turc en français
- Lucienne et le poète ottoman, Can Dündar, 2023
- Une rebelle dans l’encre d’exil, Dogan Özgüden, 2024

### Filmographie
Le film Résister n'est pas un crime est consacré à l'affaire DHKP-C et au cas Kimyongür, un documentaire de Marie-France Collard, F. Bellali et J. Laffont qui a remporté le Prix Spécial du Jury au Festival International du Film des Droits de l'Homme (FIFDH) 2009 de Paris.
Le documentaire Interpol: Red Alert! d'Al Jazeera, diffusé le 12 janvier 2017 et qui montre comment certains États utilisent Interpol pour traquer des opposants politiques, traite notamment du cas de Kimyongür.